# Acacia latrobii
Acacia latrobii é uma espécie de leguminosa do gênero Acacia, pertencente à família Fabaceae.